# Voise (Vezouze)
Die Voise (französisch: Ruisseau de Voise) ist ein kleiner Fluss im Nordosten von Frankreich, der in den Départements Moselle und Meurthe-et-Moselle der Region Grand Est südwestlich der Stadt Sarrebourg verläuft.

## Geographie

### Verlauf
Die Voise entspringt unter dem Namen Ruisseau de l’Étang de Hattigny im Gemeindegebiet von Hattigny und durchquert dort den gleichnamigen See Étang de Hattigny. 
Danach entwässert sie in einem Bogen über Nord generell Richtung Westsüdwest und mündet nach 14,6 Kilometern im Gemeindegebiet von Blâmont als rechter Nebenfluss in die Vezouze. In ihrem Mittelteil folgt die Voise weitgehend dem Verlauf der Nationalstraße N 4.

### Zuflüsse
(Reihenfolge in Fließrichtung)
- Ruisseau d Ibigny (rechts) 3,03 km
- Ruisseau de la Haie Vouthier (links) 1,98 km
- Ruisseau de l’Étang de Foulcrey (rechts) 6,39 km
- Ruisseau d’Erbisey (rechts) 4,0 km

### Orte am Fluss
(Reihenfolge in Fließrichtung)
- Ferme Risholz, Gemeinde Hattigny
- Richeval
- Les Salières, Gemeinde Gogney
- Petit Gognay, Gemeinde Gogney
- Blâmont